# 飯塚徳男
飯塚 徳男（いいづか のりお、1963年5月21日 - ）は、日本の医学者。医学博士（山口大学にて取得）。広島大学元教授。専門は、医歯薬学・薬学・天然資源系薬学の研究。漢方診療学。福岡県出身。

## 経歴・人物
1963年、福岡県行橋市出身。1982年福岡県立京都高等学校卒業。1989年山口大学医学部卒業。同年、同大学第2外科入局。1990年4月、市立八幡浜総合病院の研修医として外科に勤務。1991年4月国立山口病院、1992年4月　山口大学医学部附属病院（大学院）、1995年9月同大学医学部附属病院（医員）、1997年8月に同大学医学部・先端分子応用医科学・生体防御機能学助手。2006年8月に同大学医学部・消化器病態内科学・漢方診療科准教授、2009年8月、同大学医学部附属病院・漢方診療部准教授、2013年に同大学医学部附属病院・漢方診療部診療教授を経て、2016年3月広島大学大学院医歯薬保健学研究院漢方診療学講座教授に就任。
所属学会は、日本外科学会、日本癌学会、日本肝臓学会、日本東洋医学会。

## 受賞歴
- 2016年 - 第34回霜仁賞（本賞）受賞。「オリゴヌクレオチドマイクロアレイを用いた治癒切除後の肝細胞癌の早期肝内再発予測」
- 2009年 - 第７回老年研究頴原賞受賞。（「山口老年総合研究所, 遺伝子情報に基づく癌の悪性度診断：高齢者にやさしい個別化診療を目指して」）[5]